# Parietaria mauritanica
Parietaria mauritanica — вид квіткових рослин родини кропивові (Urticaceae).

## Опис
Однорічна трав'яниста рослина, прямовисна або сланка. Стебла 10–40(50) см, зазвичай гіллясті при основі, ледь запушені. Листки (1)2–8 × 1–6 см, яйцеподібні, загострено-округлі, рідко запушені. Пахвові суцвіття понад 5 мм. Сім'янки 1–1.5 мм, яйцеподібні. Період цвітіння й плодоношення: березень — червень.

## Поширення, екологія
Населяє стіни, скелі, тріщини, 0–700 м. Поширення: Африка (від Лівії до Мавританії), південь Іберійського півострова, Балеарські острови, Сицилія.